# Emilio Mora
Emilio Hugo Mora López (Apatzingán, 7 marzo 1978) è un ex calciatore messicano, di ruolo attaccante.

## Carriera

### Club
Ha sempre giocato nel campionato messicano.

### Nazionale
Con la maglia della nazionale ha collezionato 12 presenze.